# Chrbina (Křivoklátská vrchovina)
Chrbina je vrchol vysoký 462,4 m ve Zbirožské vrchovině, severovýchodně od obce Libečov, v okrese Beroun.
Geomorfologicky se vrch nachází v celku Křivoklátská vrchovina, podcelku Zbirožská vrchovina, okrsku Chyňavská vrchovina a podokrsku Chrustenická vrchovina. Nachází se zde chatová osada Rejnov.

## Těžba železné rudy
V oblasti Chrbiny se od středověku těžila železná ruda. Štoly mají celkovou délku cca 1100 m. Nad Rejnovským mlýnem bývaly hutě. U chrbinské štoly CHBŠ-2 jsou rozvaliny staré kovárny.

### Dolové míry
- Theresia I. - IV.
- Elisabeth I. - II.
- Wenzel I. - III.
- Segen Gottes I - III. (zasahuje do Karabinského vrchu)